# Хрвоје Бартоловић
|   | a | b | c | d | e | f | g | h |   |
| 8 | c8 black bishop · g8 white knight · e7 black bishop · f6 black rook · e5 white bishop · g5 black king · b4 white rook · c4 white queen · h4 white knight · b2 white king · d2 black pawn · d1 white bishop | c8 black bishop · g8 white knight · e7 black bishop · f6 black rook · e5 white bishop · g5 black king · b4 white rook · c4 white queen · h4 white knight · b2 white king · d2 black pawn · d1 white bishop | c8 black bishop · g8 white knight · e7 black bishop · f6 black rook · e5 white bishop · g5 black king · b4 white rook · c4 white queen · h4 white knight · b2 white king · d2 black pawn · d1 white bishop | c8 black bishop · g8 white knight · e7 black bishop · f6 black rook · e5 white bishop · g5 black king · b4 white rook · c4 white queen · h4 white knight · b2 white king · d2 black pawn · d1 white bishop | c8 black bishop · g8 white knight · e7 black bishop · f6 black rook · e5 white bishop · g5 black king · b4 white rook · c4 white queen · h4 white knight · b2 white king · d2 black pawn · d1 white bishop | c8 black bishop · g8 white knight · e7 black bishop · f6 black rook · e5 white bishop · g5 black king · b4 white rook · c4 white queen · h4 white knight · b2 white king · d2 black pawn · d1 white bishop | c8 black bishop · g8 white knight · e7 black bishop · f6 black rook · e5 white bishop · g5 black king · b4 white rook · c4 white queen · h4 white knight · b2 white king · d2 black pawn · d1 white bishop | c8 black bishop · g8 white knight · e7 black bishop · f6 black rook · e5 white bishop · g5 black king · b4 white rook · c4 white queen · h4 white knight · b2 white king · d2 black pawn · d1 white bishop | 8 |
| 7 | c8 black bishop · g8 white knight · e7 black bishop · f6 black rook · e5 white bishop · g5 black king · b4 white rook · c4 white queen · h4 white knight · b2 white king · d2 black pawn · d1 white bishop | c8 black bishop · g8 white knight · e7 black bishop · f6 black rook · e5 white bishop · g5 black king · b4 white rook · c4 white queen · h4 white knight · b2 white king · d2 black pawn · d1 white bishop | c8 black bishop · g8 white knight · e7 black bishop · f6 black rook · e5 white bishop · g5 black king · b4 white rook · c4 white queen · h4 white knight · b2 white king · d2 black pawn · d1 white bishop | c8 black bishop · g8 white knight · e7 black bishop · f6 black rook · e5 white bishop · g5 black king · b4 white rook · c4 white queen · h4 white knight · b2 white king · d2 black pawn · d1 white bishop | c8 black bishop · g8 white knight · e7 black bishop · f6 black rook · e5 white bishop · g5 black king · b4 white rook · c4 white queen · h4 white knight · b2 white king · d2 black pawn · d1 white bishop | c8 black bishop · g8 white knight · e7 black bishop · f6 black rook · e5 white bishop · g5 black king · b4 white rook · c4 white queen · h4 white knight · b2 white king · d2 black pawn · d1 white bishop | c8 black bishop · g8 white knight · e7 black bishop · f6 black rook · e5 white bishop · g5 black king · b4 white rook · c4 white queen · h4 white knight · b2 white king · d2 black pawn · d1 white bishop | c8 black bishop · g8 white knight · e7 black bishop · f6 black rook · e5 white bishop · g5 black king · b4 white rook · c4 white queen · h4 white knight · b2 white king · d2 black pawn · d1 white bishop | 7 |
| 6 | c8 black bishop · g8 white knight · e7 black bishop · f6 black rook · e5 white bishop · g5 black king · b4 white rook · c4 white queen · h4 white knight · b2 white king · d2 black pawn · d1 white bishop | c8 black bishop · g8 white knight · e7 black bishop · f6 black rook · e5 white bishop · g5 black king · b4 white rook · c4 white queen · h4 white knight · b2 white king · d2 black pawn · d1 white bishop | c8 black bishop · g8 white knight · e7 black bishop · f6 black rook · e5 white bishop · g5 black king · b4 white rook · c4 white queen · h4 white knight · b2 white king · d2 black pawn · d1 white bishop | c8 black bishop · g8 white knight · e7 black bishop · f6 black rook · e5 white bishop · g5 black king · b4 white rook · c4 white queen · h4 white knight · b2 white king · d2 black pawn · d1 white bishop | c8 black bishop · g8 white knight · e7 black bishop · f6 black rook · e5 white bishop · g5 black king · b4 white rook · c4 white queen · h4 white knight · b2 white king · d2 black pawn · d1 white bishop | c8 black bishop · g8 white knight · e7 black bishop · f6 black rook · e5 white bishop · g5 black king · b4 white rook · c4 white queen · h4 white knight · b2 white king · d2 black pawn · d1 white bishop | c8 black bishop · g8 white knight · e7 black bishop · f6 black rook · e5 white bishop · g5 black king · b4 white rook · c4 white queen · h4 white knight · b2 white king · d2 black pawn · d1 white bishop | c8 black bishop · g8 white knight · e7 black bishop · f6 black rook · e5 white bishop · g5 black king · b4 white rook · c4 white queen · h4 white knight · b2 white king · d2 black pawn · d1 white bishop | 6 |
| 5 | c8 black bishop · g8 white knight · e7 black bishop · f6 black rook · e5 white bishop · g5 black king · b4 white rook · c4 white queen · h4 white knight · b2 white king · d2 black pawn · d1 white bishop | c8 black bishop · g8 white knight · e7 black bishop · f6 black rook · e5 white bishop · g5 black king · b4 white rook · c4 white queen · h4 white knight · b2 white king · d2 black pawn · d1 white bishop | c8 black bishop · g8 white knight · e7 black bishop · f6 black rook · e5 white bishop · g5 black king · b4 white rook · c4 white queen · h4 white knight · b2 white king · d2 black pawn · d1 white bishop | c8 black bishop · g8 white knight · e7 black bishop · f6 black rook · e5 white bishop · g5 black king · b4 white rook · c4 white queen · h4 white knight · b2 white king · d2 black pawn · d1 white bishop | c8 black bishop · g8 white knight · e7 black bishop · f6 black rook · e5 white bishop · g5 black king · b4 white rook · c4 white queen · h4 white knight · b2 white king · d2 black pawn · d1 white bishop | c8 black bishop · g8 white knight · e7 black bishop · f6 black rook · e5 white bishop · g5 black king · b4 white rook · c4 white queen · h4 white knight · b2 white king · d2 black pawn · d1 white bishop | c8 black bishop · g8 white knight · e7 black bishop · f6 black rook · e5 white bishop · g5 black king · b4 white rook · c4 white queen · h4 white knight · b2 white king · d2 black pawn · d1 white bishop | c8 black bishop · g8 white knight · e7 black bishop · f6 black rook · e5 white bishop · g5 black king · b4 white rook · c4 white queen · h4 white knight · b2 white king · d2 black pawn · d1 white bishop | 5 |
| 4 | c8 black bishop · g8 white knight · e7 black bishop · f6 black rook · e5 white bishop · g5 black king · b4 white rook · c4 white queen · h4 white knight · b2 white king · d2 black pawn · d1 white bishop | c8 black bishop · g8 white knight · e7 black bishop · f6 black rook · e5 white bishop · g5 black king · b4 white rook · c4 white queen · h4 white knight · b2 white king · d2 black pawn · d1 white bishop | c8 black bishop · g8 white knight · e7 black bishop · f6 black rook · e5 white bishop · g5 black king · b4 white rook · c4 white queen · h4 white knight · b2 white king · d2 black pawn · d1 white bishop | c8 black bishop · g8 white knight · e7 black bishop · f6 black rook · e5 white bishop · g5 black king · b4 white rook · c4 white queen · h4 white knight · b2 white king · d2 black pawn · d1 white bishop | c8 black bishop · g8 white knight · e7 black bishop · f6 black rook · e5 white bishop · g5 black king · b4 white rook · c4 white queen · h4 white knight · b2 white king · d2 black pawn · d1 white bishop | c8 black bishop · g8 white knight · e7 black bishop · f6 black rook · e5 white bishop · g5 black king · b4 white rook · c4 white queen · h4 white knight · b2 white king · d2 black pawn · d1 white bishop | c8 black bishop · g8 white knight · e7 black bishop · f6 black rook · e5 white bishop · g5 black king · b4 white rook · c4 white queen · h4 white knight · b2 white king · d2 black pawn · d1 white bishop | c8 black bishop · g8 white knight · e7 black bishop · f6 black rook · e5 white bishop · g5 black king · b4 white rook · c4 white queen · h4 white knight · b2 white king · d2 black pawn · d1 white bishop | 4 |
| 3 | c8 black bishop · g8 white knight · e7 black bishop · f6 black rook · e5 white bishop · g5 black king · b4 white rook · c4 white queen · h4 white knight · b2 white king · d2 black pawn · d1 white bishop | c8 black bishop · g8 white knight · e7 black bishop · f6 black rook · e5 white bishop · g5 black king · b4 white rook · c4 white queen · h4 white knight · b2 white king · d2 black pawn · d1 white bishop | c8 black bishop · g8 white knight · e7 black bishop · f6 black rook · e5 white bishop · g5 black king · b4 white rook · c4 white queen · h4 white knight · b2 white king · d2 black pawn · d1 white bishop | c8 black bishop · g8 white knight · e7 black bishop · f6 black rook · e5 white bishop · g5 black king · b4 white rook · c4 white queen · h4 white knight · b2 white king · d2 black pawn · d1 white bishop | c8 black bishop · g8 white knight · e7 black bishop · f6 black rook · e5 white bishop · g5 black king · b4 white rook · c4 white queen · h4 white knight · b2 white king · d2 black pawn · d1 white bishop | c8 black bishop · g8 white knight · e7 black bishop · f6 black rook · e5 white bishop · g5 black king · b4 white rook · c4 white queen · h4 white knight · b2 white king · d2 black pawn · d1 white bishop | c8 black bishop · g8 white knight · e7 black bishop · f6 black rook · e5 white bishop · g5 black king · b4 white rook · c4 white queen · h4 white knight · b2 white king · d2 black pawn · d1 white bishop | c8 black bishop · g8 white knight · e7 black bishop · f6 black rook · e5 white bishop · g5 black king · b4 white rook · c4 white queen · h4 white knight · b2 white king · d2 black pawn · d1 white bishop | 3 |
| 2 | c8 black bishop · g8 white knight · e7 black bishop · f6 black rook · e5 white bishop · g5 black king · b4 white rook · c4 white queen · h4 white knight · b2 white king · d2 black pawn · d1 white bishop | c8 black bishop · g8 white knight · e7 black bishop · f6 black rook · e5 white bishop · g5 black king · b4 white rook · c4 white queen · h4 white knight · b2 white king · d2 black pawn · d1 white bishop | c8 black bishop · g8 white knight · e7 black bishop · f6 black rook · e5 white bishop · g5 black king · b4 white rook · c4 white queen · h4 white knight · b2 white king · d2 black pawn · d1 white bishop | c8 black bishop · g8 white knight · e7 black bishop · f6 black rook · e5 white bishop · g5 black king · b4 white rook · c4 white queen · h4 white knight · b2 white king · d2 black pawn · d1 white bishop | c8 black bishop · g8 white knight · e7 black bishop · f6 black rook · e5 white bishop · g5 black king · b4 white rook · c4 white queen · h4 white knight · b2 white king · d2 black pawn · d1 white bishop | c8 black bishop · g8 white knight · e7 black bishop · f6 black rook · e5 white bishop · g5 black king · b4 white rook · c4 white queen · h4 white knight · b2 white king · d2 black pawn · d1 white bishop | c8 black bishop · g8 white knight · e7 black bishop · f6 black rook · e5 white bishop · g5 black king · b4 white rook · c4 white queen · h4 white knight · b2 white king · d2 black pawn · d1 white bishop | c8 black bishop · g8 white knight · e7 black bishop · f6 black rook · e5 white bishop · g5 black king · b4 white rook · c4 white queen · h4 white knight · b2 white king · d2 black pawn · d1 white bishop | 2 |
| 1 | c8 black bishop · g8 white knight · e7 black bishop · f6 black rook · e5 white bishop · g5 black king · b4 white rook · c4 white queen · h4 white knight · b2 white king · d2 black pawn · d1 white bishop | c8 black bishop · g8 white knight · e7 black bishop · f6 black rook · e5 white bishop · g5 black king · b4 white rook · c4 white queen · h4 white knight · b2 white king · d2 black pawn · d1 white bishop | c8 black bishop · g8 white knight · e7 black bishop · f6 black rook · e5 white bishop · g5 black king · b4 white rook · c4 white queen · h4 white knight · b2 white king · d2 black pawn · d1 white bishop | c8 black bishop · g8 white knight · e7 black bishop · f6 black rook · e5 white bishop · g5 black king · b4 white rook · c4 white queen · h4 white knight · b2 white king · d2 black pawn · d1 white bishop | c8 black bishop · g8 white knight · e7 black bishop · f6 black rook · e5 white bishop · g5 black king · b4 white rook · c4 white queen · h4 white knight · b2 white king · d2 black pawn · d1 white bishop | c8 black bishop · g8 white knight · e7 black bishop · f6 black rook · e5 white bishop · g5 black king · b4 white rook · c4 white queen · h4 white knight · b2 white king · d2 black pawn · d1 white bishop | c8 black bishop · g8 white knight · e7 black bishop · f6 black rook · e5 white bishop · g5 black king · b4 white rook · c4 white queen · h4 white knight · b2 white king · d2 black pawn · d1 white bishop | c8 black bishop · g8 white knight · e7 black bishop · f6 black rook · e5 white bishop · g5 black king · b4 white rook · c4 white queen · h4 white knight · b2 white king · d2 black pawn · d1 white bishop | 1 |
|   | a | b | c | d | e | f | g | h |   |

Хрвоје Бартоловић (Загреб, 15. јун 1932 — 3. децембар 2005), хрватски проблемиста (шахист)
Хрвоје Бартоловић је поред Ненада Петровића најзначајнији хрватски проблемиста. Од 1948. године саставио је више од 800 шаховских проблема, од тога је 81 увршћен у ФИДЕ Албуме. У 1956. години постао је судија ФИДЕ за шаховску композицију а 1980. године добија титулу велемајстор проблемског шаха.
Решење проблема:
-{1. Dc5! (2. Lxf6#)

1. ... Lf5 2. De3#

1. ... Тf5 2. Dg1#
}-

## Референције
- https://web.archive.org/web/20070929164810/http://www.problemonline.com/bartolovic/en_bartolovic.htm
- https://web.archive.org/web/20110604092600/http://members.tripod.com/~JurajLorinc/chess/xbartolo.htm
- PZR-Stranica